# إسكندري برأفتاب
إسكندري برأفتاب (بالفارسية: اسکندری برآفتاب) هي قرية تقع في قسم زاينده‌رود الشمالي الريفي (مقاطعة فريدن) في إيران. يقدر عدد سكانها بـ 2,138 نسمة .